# 大羅斯卡特湖

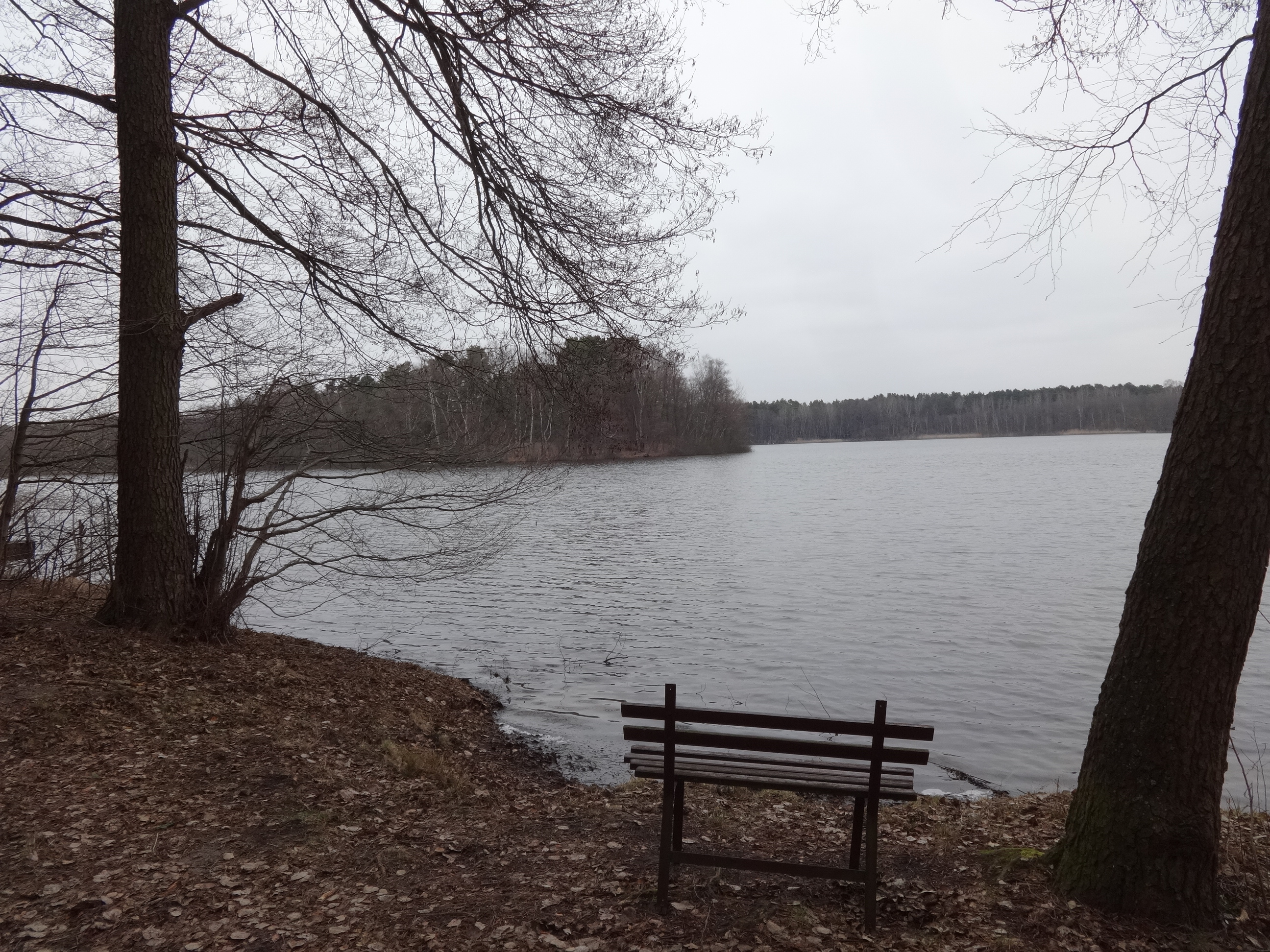

52°10′33″N 13°38′52″E / 52.175864°N 13.647809°E
大羅斯卡特湖（德語：Großer Roßkardtsee），是德國的湖泊，位於該國西南部，由勃蘭登堡州負責管轄，處於達默-施普雷瓦爾德縣，長0.6公里、寬0.5公里，面積0.17平方公里。